# Zagvozd
Zagvozd est un village et une municipalité située en Dalmatie, dans le comitat de Split-Dalmatie, en Croatie. Au recensement de 2001, la municipalité comptait 1 645 habitants, dont 99,15 % de Croates et le village seul comptait 965 habitants.

## Localités
La municipalité de Zagvozd compte 7 localités :
- Biokovsko Selo
- Krstatice
- Rastovac
- Rašćane Gornje
- Zagvozd
- Župa
- Župa Srednja